# Grand Prix de Denain 1984
Il Grand Prix de Denain 1984, ventiseiesima edizione della corsa, si svolse il 25 aprile su un percorso con partenza e arrivo a Denain. Fu vinto dal belga Yves Godimus della Fangio-Ecoturbo-Eylenbosch davanti ai suoi connazionali Claude Criquielion e Willy Vigouroux.

## Ordine d'arrivo (Top 10)
| Pos. | Corridore          | Squadra                           | Tempo |
| ---- | ------------------ | --------------------------------- | ----- |
| 1    | Yves Godimus       | Fangio-Ecoturbo-Eylenbosch        |       |
| 2    | Claude Criquielion | Splendor-Marc-Mondial Moquette    |       |
| 3    | Willy Vigouroux    | Splendor-Marc-Mondial Moquette    |       |
| 4    | Willy Teirlinck    | Eurosoap-Crack Meubelen-Euro Zeep |       |
| 5    | Bruno Wojtinek     | Renault-Elf                       |       |
| 6    | William Tackaert   | Fangio-Ecoturbo-Eylenbosch        |       |
| 7    | Patrick Deneut     | Eurosoap-Crack Meubelen-Euro Zeep |       |
| 8    | Jan Jonkers        | Elro Snacks-Auto Brabant-Clemenso |       |
| 9    | Erik Stevens       | Eurosoap-Crack Meubelen-Euro Zeep |       |
| 10   | Jan Bogaert        | Dries-Verandalux                  |       |